# Gustaf Konstantin von Kothen
Gustaf Konstantin von Kothen, född 1771, död 1815, var en svensk militär. von Kothen blev 1806 stabskapten vid Björneborgs regemente. Han deltog i Finska kriget. Han omnämns i Johan Ludvig Runebergs epos Fänrik Ståls sägner i dikten om Döbeln vid Jutas. Slaget vid Jutas strax söder om Nykarleby utkämpades 1808-09-13. Sedan Finland blivit ryskt blev han 1812 kapten vid Första Finska Jägarregementet och blev senare major.